# Ministre de la Défense (Israël)
Le ministre de la Défense d’Israël (שַׂר הַבִּטָּחוֹן, Sar HaBitahon) est à la tête du ministère de la Défense (מִשְׂרַד הַבִּטָּחוֹן, Misrad HaBitahon) situé à Tel-Aviv. Du fait de sa grande importance, les Premiers ministres ont souvent occupé ce poste en plus de leurs fonctions de chef de gouvernement : sept des seize ministres de la Défense ont également servi en tant que Premier ministre. Pareillement, cinq ministres de la Défense ont occupé précédemment la fonction de chef d'État-Major[Quand ?].

## Liste de ministres
Les différents ministres de la Défense s'étant succédé en Israël sont :
| Nom                    | Parti                                        | Gouvernement           | Dates                               |
| ---------------------- | -------------------------------------------- | ---------------------- | ----------------------------------- |
| David Ben Gourion 1    | Mapaï                                        | Provisoire, 1, 2, 3, 4 | 14 mai, 1948 – 26 Janv. 1954        |
| Pinhas Lavon           | Mapaï                                        | 5                      | 26 janv 1954 – 21 fév. 1955         |
| David Ben Gourion 1    | Mapaï                                        | 5, 6, 7, 8, 9, 10      | 21 fév. 1955 – 26 juin 1963         |
| Levi Eshkol 1          | Mapaï, Premier Alignement                    | 11, 12, 13             | 26 juin 1963 – 5 juin 1967          |
| Moshe Dayan            | Premier Alignement, Rafi, Parti travailliste | 13, 14, 15, 16         | 5 juin 1967 – 3 juin 1974           |
| Shimon Peres           | Alignement                                   | 17                     | 3 juin 1974 – 20 juin 1977          |
| Ezer Weizman           | Likoud                                       | 18                     | 20 juin 1977 – 29 mai 1980          |
| Menachem Begin 1       | Likoud                                       | 18                     | 28 mai 1980 – 5 août 1981           |
| Ariel Sharon           | Likoud                                       | 19                     | août 5, 1981 – fév. 14, 1983        |
| Menachem Begin 1       | Likoud                                       | 19                     | 14 fév.1983 – 23 fév. 1983          |
| Moshe Arens            | Likoud                                       | 19, 20                 | 23 fév. 1983 – 13 Sept. 1984        |
| Yitzhak Rabin          | Alignement                                   | 21, 22, 23             | 13 sept. 1984 – 15 mars 1990        |
| Yitzhak Shamir1        | Likoud                                       | 24                     | 15 mars 1990 – 11 juin 1990         |
| Moshe Arens 2          | Likoud                                       | 24                     | 11 juin 1990 – 13 july 1992         |
| Yitzhak Rabin 1        | Parti travailliste                           | 25                     | 13 juil. 1992 – 4 nov. 1995         |
| Shimon Peres 1         | Parti travailliste                           | 25, 26                 | 4 nov. 1995 – 18 juin 1996          |
| Yitzhak Mordechai (en) | Likoud                                       | 27                     | 18 juin 1996 – 25 janv. 1999        |
| Moshe Arens            | Likoud                                       | 27                     | 27 janv. 1999 – 6 juil. 1999        |
| Ehud Barak 1           | Un Israël                                    | 28                     | 6 juil 1999 – 7 mars 2001           |
| Binyamin Ben-Eliezer   | Parti travailliste                           | 29                     | 7 mars 2001 – 2 nov. 2002           |
| Shaul Mofaz 2          | Likoud                                       | 29, 30                 | 2 nov. 2002 – 4 mai 2006            |
| Amir Peretz            | Parti travailliste                           | 31                     | 4 mai 2006 – 18 juin 2007           |
| Ehud Barak 3           | Parti travailliste, Indépendance             | 31, 32                 | 18 juin 2007 – 18 mars 2013         |
| Moshe Ya'alon          | Likoud                                       | 33, 34                 | 18 mars 2013 – 22 mai 2016          |
| Benyamin Netanyahou 1  | Likoud                                       | 34                     | 22 mai 2016 - 30 mai 2016           |
| Avigdor Liberman       | Israel Beytenou                              | 34                     | 30 mai 2016 – 18 novembre 2018      |
| Benyamin Netanyahou 1  | Likoud                                       | 34                     | 18 novembre 2018 - 12 novembre 2019 |
| Naftali Bennett        | Nouvelle Droite                              | 34                     | 12 novembre 2019 - 17 mai 2020      |
| Benny Gantz            | Bleu et blanc                                | 35, 36                 | 17 mai 2020 - 29 décembre 2022      |
| Yoav Galant            | Likoud                                       | 37                     | 29 décembre 2022 - 5 novembre 2024  |
| Israël Katz            | Likoud                                       | 37                     | 5 novembre 2024 - en cours          |

1 Egalement Premier ministre.
2 N’était pas député.
3 N’était pas député quand il a été nommé.

### Ministres-delegués
| Nom                       | Parti                    | Gouvernement  | Dates                           |
| ------------------------- | ------------------------ | ------------- | ------------------------------- |
| Shimon Peres              | Mapaï                    | 9, 10, 11, 12 | 21/12/1959 - 25/5/1965          |
| Zvi Dinstein (de)         | Alignement               | 13            | 17/1/1966 - 5/6/1967            |
| Mordechai Tzipori         | Likoud                   | 18, 19        | 28/6/1977 - 10/10/1983          |
| Michael Dekel (de)        | Likoud                   | 21, 22        | 3/12/1985 - 21/11/1988          |
| Ovadia Eli (de)           | Likoud                   | 24            | 8/7/1991 - 13/7/1992            |
| Mordechai Gur (de)        | Parti travailliste       | 25            | 4/8/1992 - 16/7/1995            |
| Uri Or                    | Parti travailliste       | 26            | 27/11/1995 - 18/6/1996          |
| Silvan Shalom             | Likoud                   | 27            | 9/7/1997 - 6/7/1999             |
| Efraim Sneh (de)          | Un Israël                | 28            | 5/8/1999 - 7/3/2001             |
| Dalia Rabin-Pelossof (de) | Parti travailliste       | 29            | 7/3/2001 - 1/8/2002             |
| Weizman Shiry (de)        | Parti travailliste       | 29            | 12/08/2002 - 2/11/2002          |
| Ze'ev Boim                | Likoud, Kadima           | 30            | 5/3/2003 - 18/1/2006            |
| Efraim Sneh               | Parti travailliste       | 31            | 30/10/2006 - 18/6/2007          |
| Matan Vilnai (de)         | Parti travailliste       | 31, 32        | 2/7/2007 - 18/1/2011            |
| Danny Danon               | Likoud                   | 33            | 18 mars 2013 - 15 juillet 2014  |
| Eli Ben-Dahan             | Le Foyer juif, Ahi       | 34            | 19 mai 2015 - 3 octobre 2019    |
| Avi Dichter               | Likoud                   | 34            | 28 octobre 2019 - 17 mai 2020   |
| Michael Biton             | Bleu et blanc            | 35            | 17 mai 2020 - 13 juin 2021      |
| Alon Schuster             | Bleu et blanc            | 36            | 28 juin 2021 - 29 décembre 2022 |
| Bezalel Smotrich          | Parti sioniste religieux | 37            | 29 décembre 2022 - en cours     |